# Омід Норузі
Омід Норузі  (18 лютого 1986, Шираз) — іранський борець греко-римського стилю, олімпійський чемпіон, чемпіон світу та Азійських ігор, переможець Кубків світу.

## Життєпис
Боротьбою почав займатися з 2002 року.
Виступав за борцівський клуб Тахті, Шираз. Тренер — Мохамед Алі Хаміані.

## Спортивні результати на міжнародних змаганнях

### Виступи на Олімпіадах
| Змагання                                   | Збірна | Вагова категорія                 | Місце  |
| ------------------------------------------ | ------ | -------------------------------- | ------ |
| Боротьба на літніх Олімпійських іграх 2012 | Іран   | греко-римська боротьба, до 60 кг | Золото |
| Боротьба на літніх Олімпійських іграх 2016 | Іран   | греко-римська боротьба, до 66 кг | 10     |

### Виступи на Чемпіонатах світу
| Змагання                        | Збірна | Вагова категорія                 | Місце  |
| ------------------------------- | ------ | -------------------------------- | ------ |
| Чемпіонат світу з боротьби 2009 | Іран   | греко-римська боротьба, до 60 кг | 10     |
| Чемпіонат світу з боротьби 2010 | Іран   | греко-римська боротьба, до 60 кг | 9      |
| Чемпіонат світу з боротьби 2011 | Іран   | греко-римська боротьба, до 60 кг | Золото |
| Чемпіонат світу з боротьби 2014 | Іран   | греко-римська боротьба, до 66 кг | Срібло |

### Виступи на Азійських іграх
| Змагання           | Збірна | Вагова категорія                 | Місце  |
| ------------------ | ------ | -------------------------------- | ------ |
| Азійські ігри 2010 | Іран   | греко-римська боротьба, до 60 кг | Золото |

### Виступи на Кубках світу
| Змагання                    | Збірна | Вагова категорія                 | Місце  |
| --------------------------- | ------ | -------------------------------- | ------ |
| Кубок світу з боротьби 2010 | Іран   | греко-римська боротьба, до 60 кг | Золото |
| Кубок світу з боротьби 2011 | Іран   | греко-римська боротьба, до 60 кг | 4      |
| Кубок світу з боротьби 2012 | Іран   | греко-римська боротьба, до 60 кг | Золото |
| Кубок світу з боротьби 2014 | Іран   | греко-римська боротьба, до 66 кг | Золото |
| Кубок світу з боротьби 2016 | Іран   | греко-римська боротьба, до 66 кг | Золото |

### Виступи на інших змаганнях
| Змагання                                                     | Збірна | Вагова категорія                 | Місце  |
| ------------------------------------------------------------ | ------ | -------------------------------- | ------ |
| Золотий Гран-прі з боротьби 2010 (Тбілісі)                   | Іран   | греко-римська боротьба, до 66 кг | Срібло |
| Золотий Гран-прі з боротьби 2010 (Баку)                      | Іран   | греко-римська боротьба, до 60 кг | 5      |
| Турнір Г. Картозія і В. Балавадзе 2011                       | Іран   | греко-римська боротьба, до 66 кг | Золото |
| Тестовий турнір FILA 2011                                    | Іран   | греко-римська боротьба, до 66 кг | 5      |
| Кубок Ядегара Імама 2012                                     | Іран   | греко-римська боротьба, до 66 кг | Срібло |
| Золотий Гран-прі з боротьби 2013 (Баку)                      | Іран   | греко-римська боротьба, до 66 кг | Бронза |
| Золотий Гран-прі з боротьби 2014 (Сомбатгей)                 | Іран   | греко-римська боротьба, до 66 кг | Бронза |
| Турнір Дана Колова — Николи Петрова 2015                     | Іран   | греко-римська боротьба, до 66 кг | Бронза |
| Всесвітні ігри військовослужбовців 2015                      | Іран   | греко-римська боротьба, до 66 кг | Бронза |
| Клубний чемпіонат світу з боротьби 2015                      | Іран   | команда                          | Золото |
| Олімпійський кваліфікаційний турнір з боротьби 2016 (Астана) | Іран   | греко-римська боротьба, до 66 кг | Срібло |